# Eroni Leilua
Eroni Leilua (geb. 15. April 1993) ist ein samoanischer Segler. Er nahm an den Olympischen Sommerspielen 2020 in Tokio teil, als erster Samoaner in seiner Disziplin, sowie an den Pazifikspielen 2011 in Nouméa und den Pazifikspielen 2019 in Apia.

## Leben
Leilua stammt aus Vaivase Uta in Upolu. Er wuchs in Samoa auf, zog jedoch im Alter von 12 Jahren mit seiner Familie nach Auckland, Neuseeland. Er studierte Wirtschaft und Sport an der University of Otago.
Er trat für Samoa bei zwei Pazifikspielen und bei den Segel-Weltmeisterschaften an, bevor er an den 2021 ausgetragenen Olympischen Spielen 2020 in Tokio teilnahm. Bei den Pazifikspielen in Nouméa gewann er Bronze (neben Myka Stanley) im Wettbewerb Team Laser. Bei den Pazifikspielen 2019 in Apia wurde er Vierter im Einzel im Laser Radial. Außerdem gewann er Gold im Teamwettbewerb (mit Nicky Touli).